# 슈펑구

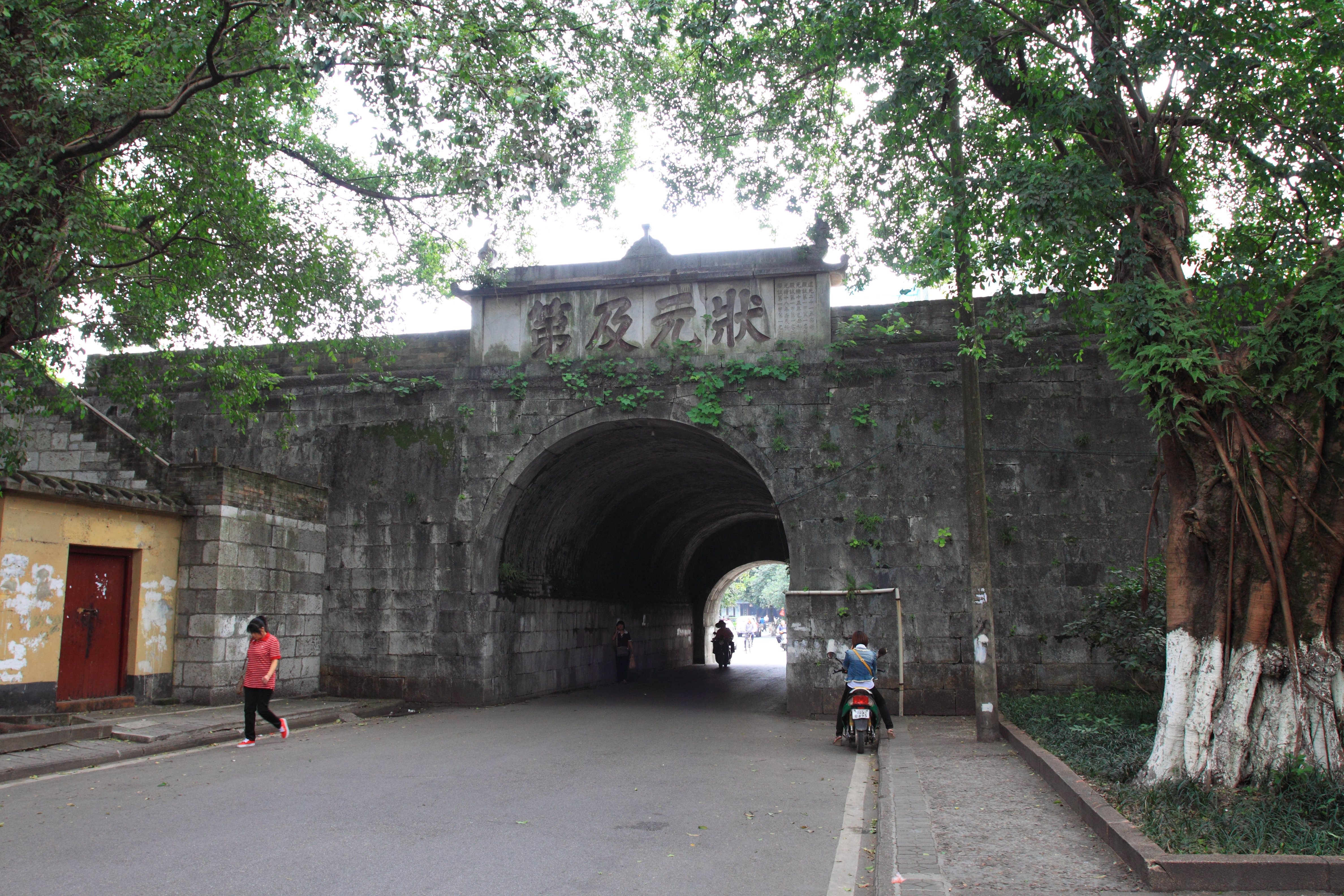

슈펑구(한국어: 수봉구, 중국어: 秀峰区, 병음: Xiùfēng Qū)는 중국 광시 좡족 자치구 구이린 시의 현급 행정구역이다. 넓이는 49km2이고, 인구는 2007년 기준으로 110,000명이다.

## 행정 구역
3개 가도를 관할한다.
- 가도: 秀峰街道, 丽君街道, 甲山街道.